# Тракийски език
Тракийският език е бил индоевропейски език, говорен от древните траки. Вероятно е принадлежал към източния индоевропейски дял, т.нар. сатем езици.

## Класификация
Тъй като е мъртъв език  и е оставил малко и кратки писмени източници, тракийският език е слабо проучен и сравнително непознат на науката. При все това множество думи могат да бъдат намерени в открити надписи по украшения, сгради или монети, а други са добре засвидетелствани от древногръцки и римски автори. Други думи биват възстановени по топоними.
Различна принадлежност е била приписвана на тракийския език. Счита се, че е бил близък с дакийския, който често е определян като северен тракийски диалект. Също се предполага близост с фригийския език, който според някои учени е езикът на тракийски племена, които са мигрирали в Анатолия. Подобни взаимовръзки са много трудни за доказване, тъй като всички споменати езици са мъртви и малък брой думи от тях са оцелели до днес.
Поради липсата на доказателства, необходими за установяване на категорична езикова връзка, тракийският език в съвременните лингвистични учебници обикновено се третира като отделен клон на индоевропейския, заедно с дакийския. По-старите учебници често го групират с илирийски или фригийски.
Съществува малко популярното схващане, че трако-дакийският език образува клон на индоевропейския заедно с балтийския, но единността на балто-славянското езиково семейство е толкова широко прието от индоевропейската езикова общност, че тази хипотеза не може да бъде издържана без обширен сравнителен анализ със славянски и балто-славянски.

## Звукова Еволюция от Прото-Индо-Европейски
Следните таблици представят реконструираните Тракийски и Дакийски фонеми, и покозват степента на близост със сатемските Балтийски и Славянски езикови семейства, и кентумските Гръцки и Фригийски език. 
| П-И-Е     | *ḱ | *ǵ | *ǵʰ | *kʷ     | *gʷ         | *gʷʰ        | *e | *é   | *ē      | *a    | *ā    | *o    | *ō    | *bh | *dh | *w  |
| --------- | -- | -- | --- | ------- | ----------- | ----------- | -- | ---- | ------- | ----- | ----- | ----- | ----- | --- | --- | --- |
| Тракийски | с  | з  | з   | к, кх   | г, к        | г           | е  | йе   | ē       | а ~ o | ā     | a     | ō ~ ā | б   | д   | б/в |
| Дакийски  | с  | з  | з   | к, ч    | г, дж ~ з   | г, дж ~ з   | е  | йе/я | ä (я)   | a     | ā     | a     | ō ~ ā | б   | д   | л   |
| Славянски | с  | з  | з   | к, ч    | г, дж ~ ж/з | г, дж ~ ж/з | е  | йе/я | ē/я (ѣ) | a ~ o | ā ~ a | o     | ā ~ a | б   | д   | л/в |
| Балтийски | ш  | ж  | ж   | к       | г           | г           | e  | e    | e˙      | a     | o     | a     | уo    | б   | д   | в   |
| Фригийски | к  | к  | г   | к       | к           |             | e  | e    | ā       | a     | ā ~ ē | o ~ у | у     | б   | д   | в   |
| Гръцки    | к  | г  | кх  | п, т, к | б, д, г     | пх, кх, тх  | e  | e    | ē       | a     | ā ~ ē | o     | ō     | пх  | тх  | ø   |

| PIE       | *m̥           | *n̥           | *r̥    | *l̥            | *ai | *ei | *sr   | *sw |
| --------- | ------------ | ------------ | ----- | ------------- | --- | --- | ----- | --- |
| Тракийски | ум           | ин           | ър    | ьл            | аи  | еи  | стр   | в   |
| Дакийски  | ъ/а          | a            | рь    | ль            | a   | e   | стр   | в   |
| Славянски | õм (ѫ) ~ ъ/a | ẽн (ѧ) ~ a/e | рь/ър | ль/ьл ~ лъ/ъл | a   | e   | стр   | св  |
| Балтийски | им           | ин           | ир    | ил            | ие  | eи  | шр/ср | св  |
| Фригийски | ȳм ~ мa ~ a  | н ~ a/aн     | aр    | ~ ал          | аи  | еи  | бр    | л   |
| Гръцки    | a            | a            | aр    | aл            | аи  | еи  | рх    | х   |

Информацията се позовава на филологичните изследвания на езиковедите Владимир Георгиев, Иван Дуриданов, Михай Радулеску, Едгар Поломѐ, Ханс Еберхард Майер и Херман Шал.

## Тракийски глоси
Малко се знае със сигурност за тракийския език, тъй като няма задоволително разчетен текст. Оцелели са достатъчно тракийски лексикални единици, за да покажат, че тракийският е бил член на индоевропейското езиково семейство. Днес са известни малко на брой тракийски думи, които са предадени от гръцки и латински автори и изрично отбелязани като тракийски. В таблицата с тях са вписани потенциални тълкувания и сродни думи от други индоевропейски езици, но повечето не са намерили общо признание в индоевропейските изследвания.
| Дума                                     | Значение                                                              | Записана От | Сродни Думи |
| ---------------------------------------- | --------------------------------------------------------------------- | --- | --- |
| ἄσα (аса)                                | билката подбел (Беси)                                                 | Педаний Диоскурид | Литовски asȳs, asiūklis ("конска опашка", „хвощ“, "шавар"), Латвийски aši, ašas, ašķi ("конска опашка", "хвощ"), Български оп-ашка, оп-ашат, Македонски оп-аш. |
| βόλινθος (бóлинтхос)                     | вол, бизон                                                            | Аристотел | Прото-Славянски *volъ ("вол"). |
| βρία (бриа)                              | отворено селище (без укрепление)                                      | Гесихий Александрийски, присъства в много топоними в Тракия: Πολτυμβρία, (Полтумбрия), Σηλυ(μ)μβρία (Сêлумбрия), Βρέα (Бреа), Μενεβρία (Месембрия) и други. | Български ври ("много топъл", "кипи [с живот]"). Сравнено с Тохарски A ri, B riye ("градче") и Гръцки ῥίον (ríon; "връх, предпланини"). Алтернативно сравнение с Прото-Келтски *brix- ("хълм"). Възможна близост с Български пивоварна. |
| βρίζα (бриза)                            | ръж                                                                   | Гален | Български ръж от Прото-Индо-Европейски *wrugʰyo- ("ръж"). Наподобява Славянски ориз, Гръцки ὄρυζα, Санскрит vrīhí-("ориз"). |
| βρυνχός (брункхос)                       | китара                                                                | Много автори | Прото-Славянски *bręčati ("звънтя"), Славянски бръмча. Заета в Румънски broancă ("контрабас"). |
| βρῦτος (брутос)                          | бира от ечемик                                                        | Много автори | Славянски vriti (варя, приготвям пиво), Немски*bruþa-("бульон"), Латински dē-frŭtum ("за сваряване"), Английски brew ("бира", "пиво"). |
| δέβα (дева)                              | град                                                                  | Присъства в много топоними в Тракия, например Pulpudeva (Пулпудева).                                                                                        | Български дявам ("поставям") от Индо-Европейски *dheh1-u-eh2 ("поставям") < *dheh1 ("поставям", "слагам", "на място"). |
| dinupula (динупула), sinupyla (синупяла) | див пъпеш                                                             | Псевдо-Аполей | Литовски šùnobuolas ("кучешка ябълка"), Славянски *dynja ("диня"). Според Владимир Георгиев, от *kun-ābōlo- или *kun-ābulo- ("куча ябълка"). |
| γέντον (гентон), γέντα (гента)           | месо                                                                  | Хериодиан, Суда, Гесихий Александрийски | Прото-Славянски gъbnǫti (гъна се), Прото-Славянски *gъbьnъ ("мек, жилав, огъващ се"), Прото-Германски gadōn ("съединено, здраво, неразпаднало се"). Сравнено с Прото-Славянски godьnъ ("годен за ядене, задоволителен"). Алтернативно от Индо-Европейски *gʷʰn̥tó- ("удрям, убивам"), Санскрит hatá- ("удрям, убит"), Прото-Славянски žęti ("жъна, жътва, убивам". |
| ἴτον (итон)                              | тракийско име на вид гъба                                             | Плиний Стари, Теограст. | Неизвестна етимология |
| καλαμίνδαρ (каламиндар)                  | чинар дърво (Едони)                                                   | Гесихий Александрийски | Началото kalam- се тълкува с Прото-Индо-Европейски *ḱolh₂mos ("кол", "прът", "пръчка") от което произлизат Български кол и Старо-Гръцки κάλαμος ("кол"). Краят -dar е еднакъв със Старо-Индийски dāru ("дърво"), Старо-Гръцки δóρυ ("дърво") и Български дърво. Тоест ”колово дърво". |
| κη̃μος (кемос)                            | вид плод с обвивка                                                    | Фотий | Неизвестна етимология |
| κóλαβρος χορός (колаброс хорос)          | традиционен тракийски танц                                            | Юлий Полукс | Прото-Славянски kolovortъ ("коловрат"), Старобългарски коловрат ("въртящо се колело"). Тоест "хоро танцувано във въртящ се кръг". |
| κτίσται (ктистаи)                        | девствени тракийски монаси                                            | Страбон | Прото-Славянски čistъ ("чист"), Български чист, Латвийски šķîsts ("чист"). |
| μάγαδις (магадис)                        | струнен тракийски инструмент, носещ името на тракиеца Μάγδις (Магдис) | Алкман, Анакреон, Евфорион. | Вероятно тракийското име Магдис е всъщност епитет на Орфей. Сравнено е с Български магът ("магьосникът"). Музикалният инструмент носещ това име отговаря на лира или арфа според учените. Впечатляващо е сравнението с древния регион Македония, където в областта Пиерия е едно от няколкото засвитетелствани възможни родни места на Орфей. В този случай Магдис е равно на Македон, епонимът на Македония. Подкрепя се от по-старото име Мигдония, тракийските племена Мигдони и Едони, и билката носеща името на региона - магданос. В Израел имало кула с името מִגְדָּלָהּ ("Магдала"), която вероятно била построена от Александър Велики, с нея е свързано името Магдалена. Алтернативно е сравнението с Готски 𐌼𐌹𐌳𐌾𐌹𐍃 ("среден", "централен"), Санскрит mádhya ("междинен") и Български междинен, като в този случай тракийският герой Магдис е кръстен на региона Македония, който означава централен район. По този начин се тълкува и името на тракийското племе Меди. |
| midne (мидне)                            | селище                                                                | Надпис от Рим | Литовски mītne ("обиталище"), Латвийски mitu, mist ("обитавам"), Aвестийски maēϑana- ("място за живот"), Прото-Славянски męti ("отъпквам", "стъпвам на място"), Български мъна ("отъпквам"), мътя ("лежа на място"), място и местност. |
| πέλτη (пелта)                            | лек щит с покритие от кожа изобретен от Траките                       | Херодот | Прото-Славянски poltьno ("платно"), Прото-Славянски plotъ ("плет", "бариера"), Прото-Славянски platъ ("плат"), Прото-Славянски plъtьnъ ("оплътнен", "плътен"), Български плът ("кожа"), Прото-Индо-Европейски *pel- ("кожа", "покривало", "обвивка"). |
| Πολτυμ(βρία) (Полтумбрия)                | ограда или плет от дъски, кула от дъски, плътно укрепление            | Много автори | Прото-Славянски poltьno ("платно", "сал", "плат", "фазер"), Славянски платно, Славянски плътен, Старо-Английски speld ("дървесина, дънер"). Възможно е името на философа Платон да има подобна етимология ("плътен", "плетен"). |
| ῥομφαία (рхомфая)                        | тракийски меч със завит връх                                          | Много автори | Сравнено с Латински rumpō ("пробивам"), Славянски ромб ("завъртяна форма", "изкривена форма"), Старо-Гръцки ῥόμβος ("завит връх"), Български ръб (ръб, острие). Алтернативно тълкуване с Руски разрубать ("раздирам"), Полски rąbać ("сеча", "нарязвам"), Сърбо-Хърватски rmpalija ("побойник"). |
| σκάλμη (скалмê)                          | нож, меч                                                              | Софокъл, Юлий Полукс, Марк Аврелий, Гесихий Александрийски., Фотий.                                                                                         | Свързано със Славянски скала ("заострен камък", "крив камък"), Прото-Индо-Европейски (s)kel- ("огънат", "крив"), Прото-Славянски ǫgъlъ ("ъгъл", "ъгълник", "ъгловат"), Прото-Славянски kolti ("коля", "пробождам") и Старо-Норвежки skolmr ("разрез", "цепка"). Късна заемка в Албански shkallmë ("меч"). |
| σκάρκη (скаркê)                          | сребърна монета                                                       | Гесихий Александрийски., Фотий. | Прото-Славянски *(s)kъrkati ("скърцам", "стържа", "издавам стържещ звук"). Сродно с Български скорец. |
| σπίνος (спинос)                          | "вид камък който пени водата в която е потопен" (варовик, тебешир')   | Аристотел | Прото-Балто-Славянски (s)páiˀnāˀ (пяна), Прото-Славянски pěna ("правя пяна"), Литовски spáinė ("пяна"). |
| τορέλλη (тореллê)                        | припев на оплакваща песен                                             | Гесихий Александрийски | Руски терять ("губя, пилея, плача"), Македонски теретам ("обременявам, утежнявам, оплаквам"). |
| ζαλμός (залмос)                          | животинска кожа - свързано с името на Залмоксис                       | Порфирий | Прото-Славянски *zamъkъ ("замък", "ключалка", "защитна обвивка с отвор"). Според Георгиев, от *kolmo-s. Свързано с Готски hilms, Немски helm ("шлем"), и Старо-Ирландски sárman ("защита"). Алтернативно от Прото-Славянски *zamъknǫti ("замъквам", "мъкна", "влача"). |
| ζειρά (зейра)                            | вид ямурлук носен от Траките                                          | Херодот, Ксенофонт, Гесихий Александрийски. | Български зирка ("разрезен отвор", "празнина", "отвор за ръкав"), Български зира ("прозримост"). Български зея ("отворен съм", "зяпам"). Според Георгиев, свързано с Гръцки χείρ ("ръка") и Фригийски ζειρ ("ръкав"). |
| ζελᾶ (зела), ζῆλα (зêла), ζηλᾱς (зелас)  | вино                                                                  | Много автори | Прото-Славянски cělъ (пълен, непроменен), Старобългарски дзело (цял, концентриран). Свързано с Гръцки χάλις ("неразредено вино") и κάλιθος ("вино"). |
| ζετραία (зетрая)                         | ритуална делва, глинен съд                                            | Юлий Полукс | Прото-Индо-Ирански ȷ́ʰáwtraH ("жертвам, изливам, давам, лишавам се, отливам питие за боговете") от Индо-Европейски ǵʰew- ("изливам"), Български жертва. Според Георгиев, сродно с Гръцки χύτρα ("делва за вода"). |
| zibythides (зибутхедес)                  | тракийските благородници и светци - свързано с името на Севт          | Гесихий Александрийски | Сравнено с Литовски žibùtė ("светещ"), Литовски žibeti ("свети") и Български светец. Алтернативно от Прото-Славянски životъ ("живот"), или živъ ("жив") + otьcь ("отец"). |
| σίκινις (сикинис)                        | танц извършван от племето Сатри в чест на Дионис                      | Софокъл, Еврипид. | Литовски šokinys, šokis ("танц", "празнично веселие"), Руски скинуть ("ритам", "хврълям насам натам", "хвърляме заедно"), Прото-Славянски kydnǫti ("ритам", "хвърлям"), Старобългарски кꙑнѫти ("хвърлям, ритам"), Български диал. кина ("ритам", "хвърлям"), Македонски кине ("разкъсва"). Също е свързно с Български кънтя от Прото-Индо-Европейски *(s)kan- ("ехтя", "тънтя", "викам"). |

## Официална теза
Официалната теза на тракологията е, че траките са безписмен народ. Днес са оцелели едва няколко надписа на тракийски език, но с гръцки букви.

## Разпространение
Тракийският език е бил говорен на територията на съвременните държави България, Румъния, Северна Македония, Северна Гърция, Северозападна Турция и Източна Сърбия.